# This American Life
This American Life (Abkürzung: TAL) ist eine einstündige, wöchentlich produzierte Hörfunksendung. Sie wird vom Chicago Public Radio erstellt und in den USA sowie weltweit von englischsprachigen Sendern übernommen. Außerdem wird sie als Podcast verbreitet. Im Mittelpunkt der von Ira Glass moderierten Sendung stehen Reportagen, die sich immer einem spezifischen Thema widmen und teilweise durch Essays oder Kurzgeschichten ergänzt werden. This American Life wurde das erste Mal am 17. November 1995 gesendet, damals noch unter dem Titel Your Radio Playhouse.
Die Beiträge von This American Life wurden vielfach ausgezeichnet. Unter den Preisen waren sechs Peabody Awards, der George Polk Award, Preise des Chicagoer Third Coast International Audio Festivals und ein Pulitzer-Preis. Die Sendung erreicht jede Woche etwa 2,2 Millionen Hörer und wird 2,5 Millionen Mal als Podcast heruntergeladen.
Von 2007 bis 2008 lief eine gleichnamige, ebenfalls von Ira Glass moderierte TV-Adaption der Sendung auf dem amerikanischen Fernsehsender Showtime. Obwohl die Sendung erfolgreich war und mit drei Emmy Awards ausgezeichnet wurde, entschlossen sich Glass und die Redaktion, sie nach zwei Staffeln einzustellen und sich wieder ganz auf die Hörfunksendung zu konzentrieren.
Der populäre Podcast Serial der Journalistin und Produzentin von This American Life, Sarah Koenig, aus dem Jahr 2014 ist ein Spinoff von TAL.
2019 feierte die Netflix-Eigenproduktion Unbelievable ihre Premiere, die auf der TAL-Episode The Anatomy of Doubt basiert.